# Filago contracta
Filago contracta ist eine Pflanzenart aus der Gattung der Filzkräuter (Filago) in der Familie der Korbblütler (Asteraceae).

## Merkmale
Filago contracta ist ein einjähriger Kriech-Therophyt, der Wuchshöhen von 1 bis 4 Zentimetern erreicht. Die Rosettenblätter sind aufrecht, stachelspitzig, lanzettlich-spatelig und verschmälern sich am Grund deutlich stielartig, 15 bis 30 Millimeter lang und ungefähr viermal so lang wie der Köpfchenstand. Die Hüllblätter sind 3 Millimeter lang, ihre Granne misst 0,5 Millimeter.
Die Blütezeit reicht von März bis Mai.

## Vorkommen
Filago contracta kommt im östlichen Mittelmeerraum und in Vorderasien vor. Die Art wächst auf trockenem Brachland und an Trittstellen.

## Synonyme
- Evax contracta Boiss.[1]

## Belege
1. 1 2 3 4 5  Ralf Jahn, Peter Schönfelder: Exkursionsflora für Kreta. Mit Beiträgen von Alfred Mayer und Martin Scheuerer. Eugen Ulmer, Stuttgart (Hohenheim) 1995, ISBN 3-8001-3478-0, S. 307.
2. ↑  Werner Greuter (2006+): Compositae (pro parte majore). – In: W. Greuter & E. von Raab-Straube (Hrsg.): Compositae. Euro+Med Plantbase - the information resource for Euro-Mediterranean plant diversity. 
Datenblatt Filago contracta In: Euro+Med Plantbase - the information resource for Euro-Mediterranean plant diversity.